# Dragonja
Dragonja (pronunție [dɾaˈɡoːnja]; în italiană Dragogna) este un râu lung de 30 de kilometri  aflat în partea de nord a peninsulei Istria. Este un râu șerpuit cu un bazin foarte ramificat și o cantitate mică de apă. Are un regim pluvial și adesea se usucă vara. Are medii de viață foarte diverse și găzduiește o serie de specii de animale și plante. Dragonja a fost o chestiune de dispută teritorială între Croația și Slovenia, cu cea mai joasă porțiune a râului de facto la granița dintre cele două țări.

## Curs

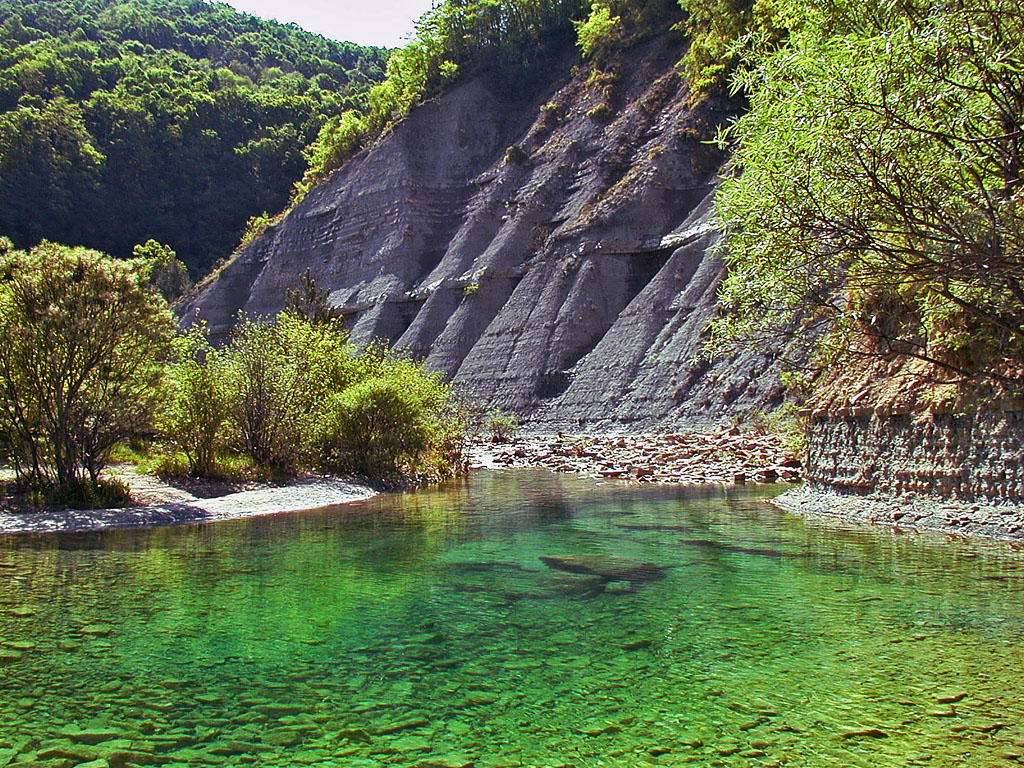
Zid fliș deasupra râului Dragonja

Râul este al treilea râu ca lungime din Istria, după râurile Raša și Mirna. Este cel mai mare râu de pe coasta slovenă care se varsă în Marea Adriatică. Este, de asemenea, singurul râu sloven care nu curge prin așezări și care curge în întregime printr-un teren de flișuri.
Dragonja are ca origine mai multe izvoare din Dealurile Šavrin și curge spre vest către Golful Piran, o parte a nordului Mării Adriatice. În acesta se varsă doi afluenți mai mari din partea dreaptă (pârâurile Rokava și Drnica) și un afluent mai mare din partea stângă (pârâul Poganja).

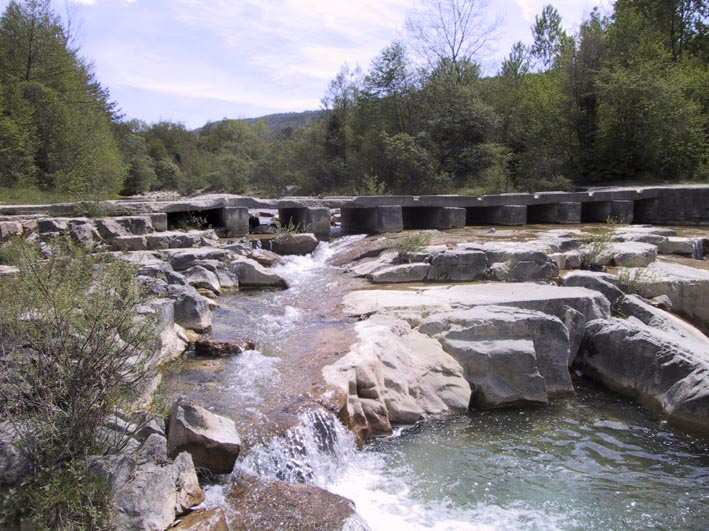
Pod de piatră între Škrlini și Brič

Parcul peisagistic Sečovlje Salina în care se află Salina Sečovlje este situat la gura sa. Cea mai joasă parte a râului Dragonja din comuna Piran este protejată din 1990 ca monument al naturii.
La niveluri mai ridicate ale râului, apa curge peste straturile orizontale de gresie din cascade, dintre care una dintre cele mai pitorești (dințată) se află tocmai la confluența râurilor Dragonja și Rokava, în Škrlinah.

## Nume
Râul Dragonja a fost atestat pentru prima dată în surse scrise ca Argao (ablativ Argaone) și în surse ulterioare ca Argaone (în 670), per Argaonem (în 1035), Dragugne (în 1100) și super flumine Dragone (în 1389). Denumirile moderne slovene și italiene (cu inițiala D-) sunt derivate din slavul *Dorgon'a, din neolatinul d- (< ad 'at') + Argaon- (cu metateză). În cele din urmă, numele este de origine preromanică, probabil bazat pe rădăcina proto-indo-europeană *h2arg’- „strălucitor”.
Relații non-lingvistice explică numele ca fiind bazat pe cursul șerpuit al râului, asemănător cu un dragon (din italiană drago).

## Dispută teritorială
Pe cursul inferior al râului Dragonja, există o dispută teritorială între Slovenia și Croația: în timp ce autoritățile croate susțin că Dragonja este un râu de graniță, Slovenia revendică și o fâșie de teritoriu din sudul râului. La data de 2012, ultimii 7 kilometri din cursul lui Dragonja sunt de facto granița dintre Croația și Slovenia. Teritoriul în litigiu conține patru cătune și punctul de trecere a frontierei Plovanija⁠(d) din Croația. Râul Dragonja a devenit un râu de graniță de district iugoslav după al Doilea Război Mondial, când Zona B a Teritoriului Liber Trieste (TLT) administrată de Republica Socialistă Federativă Iugoslavia a fost împărțită în districtele Koper și Buje. După dizolvarea TLT în 1954 și transferul fostei sale zone B în Iugoslavia, districtul Koper a devenit parte a Sloveniei, în timp ce districtul Buje a fost atașat Croației.